# Junta de los Ríos, Atoyac de Álvarez
Junta de los Ríos är en ort i Mexiko.   Den ligger i kommunen Atoyac de Álvarez och delstaten Guerrero, i den södra delen av landet, 270 km söder om huvudstaden Mexico City. Junta de los Ríos ligger 392 meter över havet och antalet invånare är 125.
Terrängen runt Junta de los Ríos är huvudsakligen lite bergig. Junta de los Ríos ligger nere i en dal. Runt Junta de los Ríos är det ganska glesbefolkat, med 25 invånare per kvadratkilometer. Närmaste större samhälle är Zacualpan, 18,5 km sydväst om Junta de los Ríos. I omgivningarna runt Junta de los Ríos växer huvudsakligen savannskog.